# Klapparvik, Malenedal och Källvik
Klapparvik, Malenedal och Källvik är en av SCB avgränsad och namnsatt tätort i Söderhamns kommun, Gävleborgs län. Den omfattar bebyggelse i Klapparvik, Malenedal och Källvik belägna norr om Söderhamnsfjärden, öster om Söderhamn, på gränsen mellan Söderhamns distrikt och Norrala distrikt (Norrala socken).

## Administrativ historik
Bebyggelsen var till 2015 avgränsad till två småorter, då den södra delen Sofieholm och Säter samt bebyggelse i Källvik växte samman med den norra Klapparvik och Malenedal. 2018 hade befolkningen ökat och området klassades nu till en  tätort namnsatt till Klapparvik, Malenedal och Källvik.

## Befolkningsutveckling
| Befolkningsutvecklingen i Klapparvik, Malenedal och Källvik 1990–2020 | Befolkningsutvecklingen i Klapparvik, Malenedal och Källvik 1990–2020 | Befolkningsutvecklingen i Klapparvik, Malenedal och Källvik 1990–2020 | Befolkningsutvecklingen i Klapparvik, Malenedal och Källvik 1990–2020 | Befolkningsutvecklingen i Klapparvik, Malenedal och Källvik 1990–2020 |
| --------------------------------------------------------------------- | --------------------------------------------------------------------- | --------------------------------------------------------------------- | --------------------------------------------------------------------- | --------------------------------------------------------------------- |
|                                                                       |                                                                       |                                                                       |                                                                       |                                                                       |
| År                                                                    |                                                                       |                                                                       | Folkmängd                                                             | Areal (ha)                                                            |
| 1990                                                                  | 1990                                                                  |                                                                       | 71                                                                    | 18#                                                                   |
| 1995                                                                  | 1995                                                                  |                                                                       | 96                                                                    | 26#                                                                   |
| 2000                                                                  | 2000                                                                  |                                                                       | 90                                                                    | 26#                                                                   |
| 2005                                                                  | 2005                                                                  |                                                                       | 94                                                                    | 26#                                                                   |
| 2010                                                                  | 2010                                                                  |                                                                       | 101                                                                   | 27#                                                                   |
| 2015                                                                  | 2015                                                                  |                                                                       | 195                                                                   | 70#                                                                   |
| 2020                                                                  | 2020                                                                  |                                                                       | 225                                                                   | 88                                                                    |
| Anm.: 2015 införlivades småorten Sofieholm och Säter # Som småort.    |                                                                       |                                                                       |                                                                       |                                                                       |